# Obchodní dům Prior (Pardubice)
Obchodní dům Prior v Pardubicích (dnes budova Tesco OD) je obchodní dům z 70. let 20. století v Pardubicích na Masarykově náměstí. Budova je výraznou stavbou, ovlivněnou brutalismem a postmodernismem. Od roku 2008 k ní těsně přiléhá budova obchodního centra Palác Pardubice (dříve „AFI palác“).

## Historie
Stavba na tehdejším náměstí Budovatelů, která byla postavena v letech 1971–1974, byla prvním obchodním domem svého druhu ve Východočeském kraji (Prior v Hradci Králové byl otevřen až v roce 1981). Byl slavnostně otevřen 23. srpna 1974 a nabízel i zboží, které bylo jinak složité získat, včetně zboží z dovozu. Měl prodejní plochu 5850 čtverečních metrů, pracovalo v něm ve své době asi 600 zaměstnanců. Plánovaná přístavba Prioru se však nikdy neuskutečnila, místo toho vedle v roce 2008 vyrostlo nákupní centrum Afi. V roce 1992 přešla budova do majetku firmy K-Mart, která ho ale už v roce 1996 prodala společnosti Tesco. Obchodní dům Tesco fungoval až do roku 2019. V předchozích letech se firma začala svých obchodních domů zbavovat a bývalý pardubický Prior byl posledním, který měla v majetku. Během roku 2019 Tesco pardubický Prior prodalo společnosti Atrium Palác Pardubice, která vlastní a provozuje sousední nákupní galerii. Posledním nákupním dnem byl 6. říjen 2019, poté začala rozsáhlá rekonstrukce. Ta původně měla trvat rok. Dům byl ale v mnohem horším technickém stavu, než bylo na první pohled patrné a opravy se protáhly až do léta roku 2022. Z původní stavby zůstal zachovaný jenom červeno-oranžový plášť budovy s typickými osmiúhelníkovými okny. Vnitřek byl zhotoven kompletně nový a byl též propojen se sousední nákupní galerií. V přízemí budovy je nadále prodejna potravin a další obchody, dvě nadzemní podlaží se stala součástí Paláce Pardubice. Slavnostní otevření po rekonstrukci proběhlo 15. a 16. září 2022.

## Stavba
Původní návrh Anděly Drašarové následně přepracovala architektka Růžena Žertová, cena stavby byla 60 milionů Kčs. Jedná se o téměř krychlovou budovu v brutalistickém stylu s osmiúhelníkovými okny, která měla připomínat plástve a tím odkazovat na pardubickou tradici medových perníků. Červeno-oranžová barva vnějšího pláště měla odkazovat na barvu znaku města Pardubic. Přízemní okna stínily plátěné modré vysouvací markýzy. Při otevírání byla tato barva podle architektky Žertové vnímána kontroverzně tehdejšími komunistickými funkcionáři v Pardubicích. Později však získala za budovu ocenění města i v mezinárodní architektonické soutěži v Montevideu.
Původně měla budova unikátní skleněný vchod se spouštěcím portálem, který však zanikl při přístavbě Afi paláce. Podlaha v přízemí je vybudována z kubánského mramoru. Interiér byl na tu dobu pokrokový, byly zde první eskalátory v Pardubicích a také moderní vzduchotechnika.